# 2008–2009-es NHL-szezon
A 2008–2009-es szezon a 91. az NHL történetében. Az alapszakasz mérkőzéseit 2008. október 4. - 2009. április 12. között rendezik, a playoff ezután kezdődik és tart a Stanley-kupa döntőjéig, 2009. júniusáig. Ez az első olyan szezon a 2004–2005-ös NHL-lockout óta, amely során minden csapat legalább egyszer megmérkőzik az összes többi csapattal.
A bajnokság első négy mérkőzését Európában rendezték. 2008. október 4-én és 5-én Stockholmban az Ottawa Senators csapott össze kétszer a Pittsburgh Penguinsszel, ezzel egy időben Prága adott otthont a New York Rangers - Tampa Bay Lightning két mérkőzésének. 2009. január 1-jén megrendezték az NHL történetének harmadik szabadban játszott meccsét a Wrigley Fielden a Chicago Blackhawks és a Detroit Red Wings között. Az ez évi, 57. NHL All-Star Gála 2009. január 25-én zajlott Montréalban, a Bell Centreben.

## Alapszakasz

### Európai mérkőzések
Az alapszakasz 2008. október 4-én és 5-én kezdődött két-két Európában rendezett mérkőzéssel. Az Ottawa Senators és a Pittsburgh Penguins Stockholmban csapott össze kétszer, míg a New York Rangers és a Tampa Bay Lightning Prágában meccselt egymással kétszer. Az Ottawa és a Pittsburgh először 3-3-as döntetlent játszott egymással, majd másnap hosszabbítás után az Ottawa győzött 3-1-re. Prágában a New York Rangers kétszer tudta legyőzni a Tampa Bayt 2-1 arányban.
Az előző szezon után most másodszor fordult elő, hogy Európában kezdődik az NHL szezon.

### 2009-es NHL Winter Classic

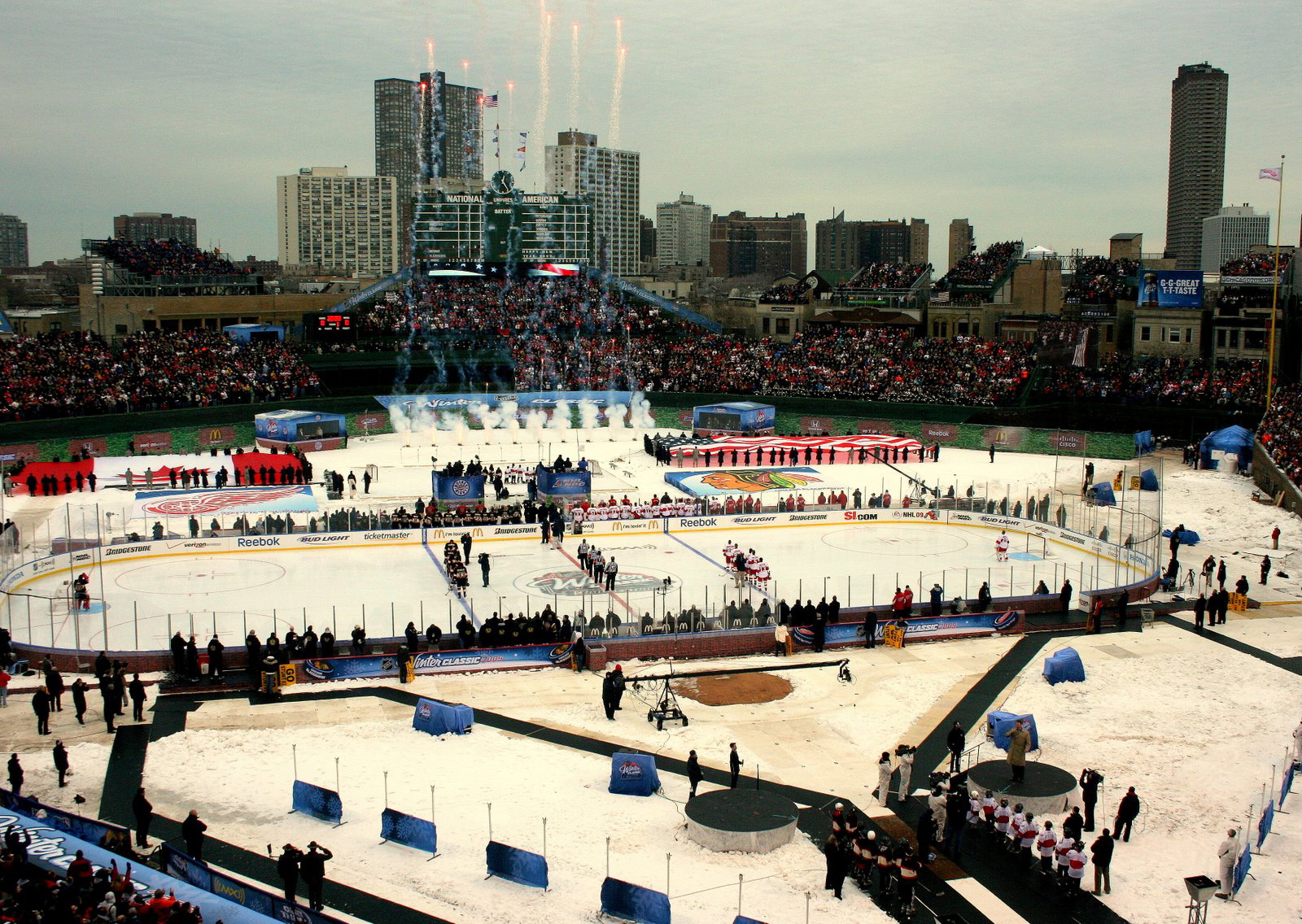
A mérkőzés kezdete a lelátóról nézve.

A 2008-as NHL Winter Classic sikerének hatására újra szabad ég alatt rendezték meg 2009. első mérkőzését. Ezúttal a Chicago Cubs baseballpályáján a Wrigley Fielden felépített jégkorongpályán rendeztek mérkőzést, amelyen a Chicago Blackhawks fogadta a Detroit Red Wings csapatát 2009. január 1-jén 40818 néző előtt.

### 57. NHL All-Star Gála
A montréali Bell Centreben rendezték meg az 57. NHL All-Star Gálát 2009. január 25-én a Montréal Canadiens fennállásának 100. évfordulója alkalmából. Az esemény fő attrakciója ezúttal is a Keleti főcsoport és a Nyugati főcsoport csapataiból összeállított két All-Star csapat összecsapása volt.
A következő All-Star Gálát a 2010-es téli olimpia miatt 2011-ben rendez meg.

## Tabellák

### Keleti főcsoport
| Atlanti divízió       | M  | Gy | V  | HV | G+  | G-  | Pont |
| --------------------- | -- | -- | -- | -- | --- | --- | ---- |
| y-New Jersey Devils   | 82 | 51 | 27 | 4  | 244 | 209 | 106  |
| x-Pittsburgh Penguins | 82 | 45 | 28 | 9  | 264 | 239 | 99   |
| x-Philadelphia Flyers | 82 | 44 | 27 | 11 | 264 | 238 | 99   |
| x-New York Rangers    | 82 | 43 | 30 | 9  | 210 | 218 | 95   |
| New York Islanders    | 82 | 26 | 47 | 9  | 201 | 279 | 61   |

| Északkeleti divízió  | M  | Gy | V  | HV | G+  | G-  | Pont |
| -------------------- | -- | -- | -- | -- | --- | --- | ---- |
| z-Boston Bruins      | 82 | 53 | 19 | 10 | 274 | 196 | 116  |
| x-Montréal Canadiens | 82 | 41 | 30 | 11 | 249 | 247 | 93   |
| Buffalo Sabres       | 82 | 41 | 32 | 9  | 250 | 234 | 91   |
| Ottawa Senators      | 82 | 36 | 35 | 11 | 217 | 237 | 83   |
| Toronto Maple Leafs  | 82 | 34 | 35 | 13 | 250 | 293 | 81   |

| Délkeleti divízió     | M  | Gy | V  | HV | G+  | G-  | Pont |
| --------------------- | -- | -- | -- | -- | --- | --- | ---- |
| y-Washington Capitals | 82 | 50 | 24 | 8  | 272 | 245 | 108  |
| xCarolina Hurricanes  | 82 | 45 | 30 | 7  | 239 | 226 | 97   |
| Florida Panthers      | 82 | 41 | 30 | 11 | 234 | 231 | 93   |
| Atlanta Thrashers     | 82 | 35 | 41 | 6  | 257 | 280 | 76   |
| Tampa Bay Lightning   | 82 | 24 | 40 | 18 | 210 | 279 | 66   |

### Nyugati Főcsoport
| Központi divízió        | M  | Gy | V  | HV | G+  | G-  | Pont |
| ----------------------- | -- | -- | -- | -- | --- | --- | ---- |
| y-Detroit Red Wings     | 82 | 51 | 21 | 10 | 295 | 244 | 112  |
| x-Chicago Blackhawks    | 82 | 46 | 24 | 12 | 264 | 216 | 104  |
| x-St. Louis Blues       | 82 | 41 | 31 | 10 | 233 | 233 | 92   |
| x-Columbus Blue Jackets | 82 | 41 | 31 | 10 | 226 | 230 | 92   |
| Nashville Predators     | 82 | 40 | 34 | 8  | 213 | 233 | 88   |

| Északnyugati divízió | M  | Gy | V  | HV | G+  | G-  | Pont |
| -------------------- | -- | -- | -- | -- | --- | --- | ---- |
| y-Vancouver Canucks  | 82 | 45 | 27 | 10 | 246 | 220 | 100  |
| x-Calgary Flames     | 82 | 46 | 30 | 6  | 254 | 248 | 98   |
| Minnesota Wild       | 82 | 40 | 33 | 9  | 212 | 200 | 89   |
| Edmonton Oilers      | 82 | 38 | 35 | 9  | 234 | 248 | 85   |
| Colorado Avalanche   | 82 | 32 | 45 | 5  | 199 | 257 | 69   |

| Csendes-óceáni divízió | M  | Gy | V  | HV | G+  | G-  | Pont |
| ---------------------- | -- | -- | -- | -- | --- | --- | ---- |
| p-San Jose Sharks      | 82 | 53 | 18 | 11 | 257 | 204 | 117  |
| x-Anaheim Ducks        | 82 | 42 | 33 | 7  | 245 | 238 | 91   |
| Dallas Stars           | 82 | 36 | 35 | 11 | 230 | 257 | 83   |
| Phoenix Coyotes        | 82 | 36 | 39 | 7  | 208 | 252 | 79   |
| Los Angeles Kings      | 82 | 34 | 37 | 11 | 207 | 234 | 79   |

## Játékos statisztikák

### Mezőny játékosok
| Játékos             | Csapat              | MSz | G  | A  | P   | +/– | B   |
| ------------------- | ------------------- | --- | -- | -- | --- | --- | --- |
| Jevgenyij Malkin    | Pittsburgh Penguins | 82  | 35 | 78 | 113 | +17 | 80  |
| Alekszandr Ovecskin | Washington Capitals | 79  | 56 | 54 | 110 | +8  | 72  |
| Sidney Crosby       | Pittsburgh Penguins | 76  | 33 | 70 | 103 | +23 | 77  |
| Pavel Dacjuk        | Detroit Red Wings   | 81  | 32 | 65 | 97  | +34 | 22  |
| Zach Parise         | New Jersey Devils   | 82  | 45 | 49 | 94  | +30 | 24  |
| Ilja Kovalcsuk      | Atlanta Thrashers   | 79  | 43 | 48 | 91  | -12 | 50  |
| Ryan Getzlaf        | Anaheim Ducks       | 81  | 25 | 66 | 91  | +5  | 121 |
| Jarome Iginla       | Calgary Flames      | 81  | 35 | 54 | 89  | -2  | 37  |
| Marc Savard         | Boston Bruins       | 82  | 25 | 63 | 88  | +23 | 70  |
| Nicklas Bäckström   | Washington Capitals | 82  | 22 | 66 | 88  | +16 | 46  |

### Kapusok
| Játékos            | Csapat                | MSz | JI       | Gy | V  | HV | KG  | SO | VH%  | KGÁ  |
| ------------------ | --------------------- | --- | -------- | -- | -- | -- | --- | -- | ---- | ---- |
| Tim Thomas         | Boston Bruins         | 54  | 3,258:49 | 36 | 11 | 7  | 114 | 5  | .933 | 2.10 |
| Steve Mason        | Columbus Blue Jackets | 60  | 3,604:58 | 33 | 19 | 7  | 135 | 10 | .917 | 2.25 |
| Niklas Bäckström   | Minnesota Wild        | 71  | 4,088:03 | 37 | 24 | 8  | 159 | 8  | .923 | 2.33 |
| Jonas Hiller       | Anaheim Ducks         | 45  | 2,446:26 | 23 | 15 | 1  | 95  | 4  | .920 | 2.33 |
| Roberto Luongo     | Vancouver Canucks     | 54  | 3,181:05 | 33 | 13 | 7  | 124 | 9  | .920 | 2.34 |
| Pekka Rinne        | Nashville Predators   | 52  | 2,999:12 | 29 | 15 | 4  | 119 | 7  | .917 | 2.38 |
| Nyikolaj Habibulin | Chicago Blackhawks    | 41  | 2,407:15 | 24 | 8  | 7  | 96  | 2  | .917 | 2.39 |
| Scott Clemmensen   | New Jersey Devils     | 40  | 2,355:56 | 25 | 13 | 1  | 94  | 2  | .917 | 2.39 |
| Jevgenyij Nabokov  | San Jose Sharks       | 61  | 3,627:35 | 41 | 11 | 8  | 146 | 7  | .911 | 2.41 |
| Henrik Lundqvist   | New York Rangers      | 69  | 4,092:46 | 37 | 25 | 7  | 165 | 3  | .916 | 2.42 |

## Díjak és trófeák
- Elnöki trófea: San Jose Sharks
- Prince of Wales-trófea: Pittsburgh Penguins
- Clarence S. Campbell Bowl: Detroit Red Wings
- Art Ross-trófea: Jevgenyij Malkin, Pittsburgh Penguins
- Bill Masterton-emlékkupa: Steve Sullivan, Nashville Predators
- Calder-emlékkupa: Steve Mason, Columbus Blue Jackets
- Conn Smythe-trófea: Jevgenyij Malkin, Pittsburgh Penguins
- Frank J. Selke-trófea: Pavel Dacjuk, Detroit Red Wings
- Hart-emlékkupa: Alekszandr Ovecskin, Washington Capitals
- Jack Adams-díj: Claude Julien, Boston Bruins
- James Norris-emlékkupa: Zdeno Chára, Boston Bruins
- King Clancy-emlékkupa: Ethan Moreau, Edmonton Oilers
- Lady Byng-emlékkupa: Pavel Dacjuk, Detroit Red Wings
- Lester B. Pearson-díj: Alekszandr Ovecskin, Washington Capitals
- Maurice 'Rocket' Richard-trófea: Alekszandr Ovecskin, Washington Capitals
- NHL Plus-Minus Award: David Krejčí, Boston Bruins
- Roger Crozier Saving Grace Award: Tim Thomas, Boston Bruins
- Vezina-trófea: Tim Thomas, Boston Bruins
- William M. Jennings-trófea: Tim Thomas, Manny Fernandez, Boston Bruins
- Lester Patrick-trófea: Mark Messier, Mike Richter és Jim Devellano

## Első mérkőzéses újoncok
- Karl Alzner, Washington Capitals
- Artem Anyiszimov, NY Rangers
- Josh Bailey, New York Islanders
- Patrik Berglund, St. Louis Blues
- Byron Bitz, Boston Bruins
- Zach Bogosian, Atlanta Thrashers
- Fabian Brunnström, Dallas Stars
- Drew Doughty, Los Angeles Kings
- Nyikita Filatov Columbus Blue Jackets
- Michael Frolík, Florida Panthers
- Nyikolaj Kulejmin, Toronto Maple Leafs
- Steve Mason, Columbus Blue Jackets
- James Neal, Dallas Stars
- T. J. Oshie, St. Louis Blues
- Adam Pardy, Calgary Flames
- Alex Pietrangelo, St.Louis Blues
- Darroll Powe, Philadelphia Flyers
- Raymond Sawada, Dallas Stars
- Luke Schenn, Toronto Maple Leafs
- Steven Stamkos, Tampa Bay Lightning
- Viktor Tihonov, Phoenix Coyotes
- Ivan Visnyovszkij, Dallas Stars
- Semjon Varlamov, Washington Capitals
- Jakub Voráček, Columbus Blue Jackets
- Yannick Weber, Montréal Canadiens
- Blake Wheeler, Boston Bruins

## Visszavonulók
- Philippe Boucher, Pittsburgh Penguins
- Patrice Brisebois, Montréal Canadiens
- Szergej Fjodorov, Washington Capitals
- Bret Hedican, Anaheim Ducks
- Bobby Holík, New Jersey Devils
- Curtis Joseph, Toronto Maple Leafs
- Olaf Kölzig, Tampa Bay Lightning
- Claude Lemieux, San Jose Sharks
- Markus Näslund, New York Rangers
- Teppo Numminen, Buffalo Sabres
- Michael Peca, Columbus Blue Jackets
- Luke Richardson, Ottawa Senators
- Gary Roberts, Tampa Bay Lightning
- Jeremy Roenick, San Jose Sharks
- Joe Sakic, Colorado Avalanche
- Brendan Shanahan, New Jersey Devils
- Mike Sillinger, New York Islanders
- Jason Smith, Ottawa Senators
- Mats Sundin, Vancouver Canucks
- Kevin Weekes, New Jersey Devils
- Szergej Zubov, Dallas Stars